# Maarten Houttuyn

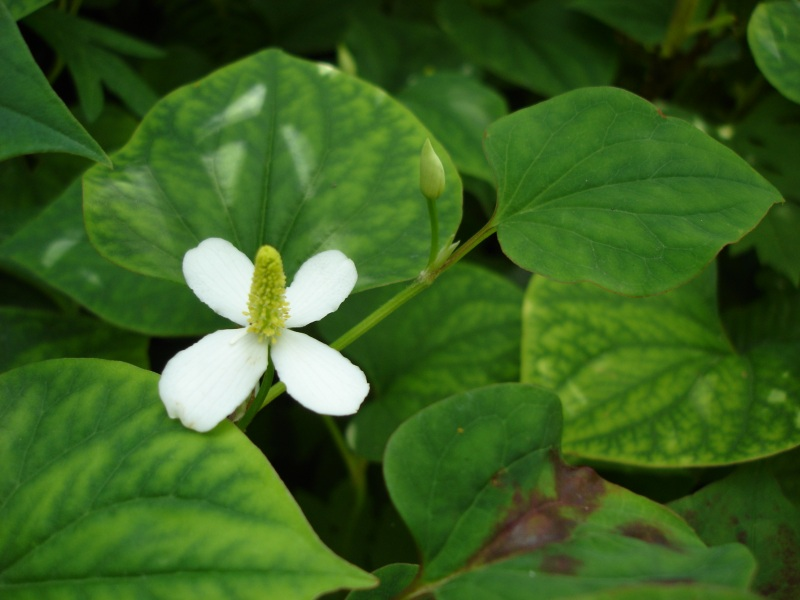
Houttuynia cordata.

Maarten Willem Houttuyn (Hoorn, 1720 – Amsterdam, 2 de maio de 1798), por vezes com o nome grafado Martin ou Martinus, foi um médico e naturalista neerlandês.

## Biografia
Estudou medicina em Leiden. Em 1753 instalou-se em Amesterdão, cidade onde fundou uma empresa de edição.
Preparou de 1761 a 1785 a sua principal obra, intitulada Natuurlijke Historie of uitvoerige Beschrÿving der Dieren, Planten en Mineraalen, volgens het Samenstel van der Heer Linnaeus, com trinta e três volumes publicados, contendo 8 600 páginas e 125 ilustrações, sendo apresentado como uma simples tradução das obras de Carolus Linnaeus, sendo contudo verdadeiramente uma valiosa obra.
Possuía uma colecção de história natural, reunindo muitas colecções de compatriotas. As suas colecções foram vendidas em 1787 e em 1789.
O seu nome foi usado como epónimo para o género botânico Houttuynia, da família Saururaceae da China e Japão.